# 李察·D·格連布勒
李察·D·格連布勒（英語：Richard D. Greenblatt，1944年12月25日—）是美國電腦程式設計師。連同小拉爾夫·威廉·戈斯珀一起，他可能被認為創立了黑客社區，並在編程語言Lisp和人工智能實驗室的社區中佔有一席之地。

## 早年生活
格林布拉特於1944年12月25日出生在俄勒岡州的波特蘭。在他還是個孩子的時候，他的家人搬到了賓夕法尼亞州的費城。 父母離婚後，他與母親和姐姐搬到了密蘇里州的哥倫比亞。

## 外部連結
- A speech （页面存档备份，存于） by Richard Stallman in which he gives some background about Greenblatt